# Atletismo nos Jogos Pan-Americanos de 2007 - 50 km marcha atlética masculina

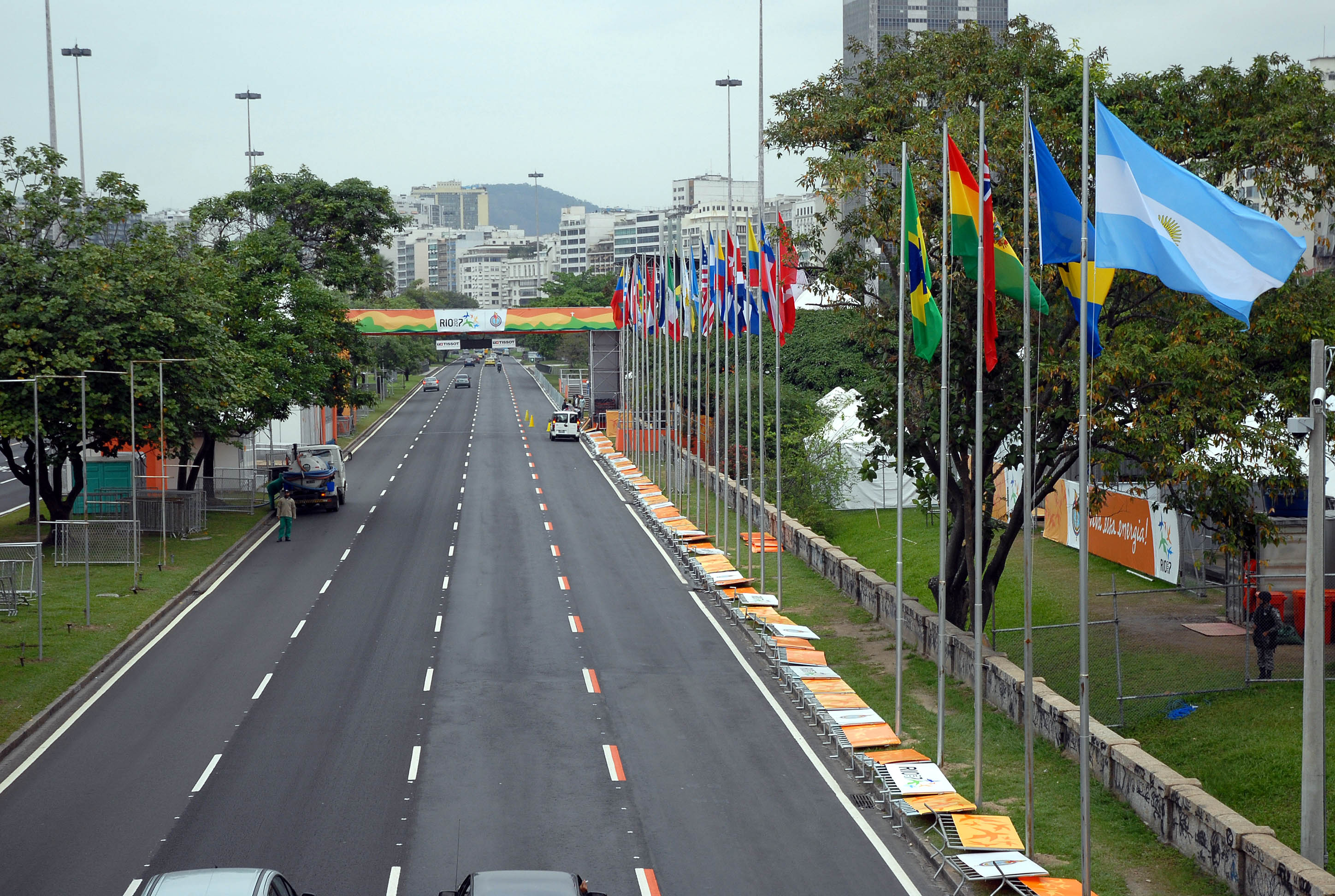
O Parque do Flamengo foi o local das disputas de marcha atlética

Os 50 quilômetros de marcha atlética foi das competições do atletismo nos Jogos Pan-Americanos de 2007, no Rio de Janeiro. A prova foi disputada no Parque do Flamengo em 28 de julho com 13 atletas de 8 países.

## Medalhistas
| Ouro   | ECU Xavier Moreno       |
| Prata  | MEX Horacio Nava        |
| Bronze | MEX Omar Zepeda de León |

## Recordes
Recordes mundiais e pan-Americanos antes da disputa dos Jogos Pan-Americanos de 2007.
| Tipo                             | Atleta            | Tempo   | Local         | Data                  |
| -------------------------------- | ----------------- | ------- | ------------- | --------------------- |
|                                  | Nathan Deakes     | 3h35m47 | Geelong       | 2 de dezembro de 2006 |
| Recorde dos Jogos Pan-Americanos | Carlos Mercenario | 3h47m55 | Mar del Plata | 24 de março de 1995   |

## Resultados
Penalizações da marcha atlética:
Cada vez que um atleta descumpre uma das regras da modalidade implantadas pela Associação Internacional de Federações de Atletismo (IAAF), recebe um cartão vermelho () como advertência que podem ser:
- Contato perdido com o solo (~)
- Dobramento dos joelhos (>)

Se um atleta receber três cartões vermelhos durante a prova é automaticamente desclassificado.

### Final
A final dos 20 km de marcha atlética foi disputada em 28 de julho as 07:00 (UTC-3).
| Pos.              | Atleta                   | País               | Tempo   | Dif.  | Cartão vermelho |
| ----------------- | ------------------------ | ------------------ | ------- | ----- | --------------- |
| Medalha de ouro   | Xavier Moreno            | ECU Equador        | 3h52m07 | —     | ~~              |
| Medalha de prata  | Horacio Nava             | MEX México         | 3h52m35 | 0m28  |                 |
| Medalha de bronze | Omar Zepeda de León      | MEX México         | 3h56m04 | 3m57  | >~              |
| 4                 | Salvador Mira            | ESA El Salvador    | 3h59m51 | 7m44  | ~~              |
| 5                 | Luis García Bechinie     | GUA Guatemala      | 4h01m36 | 9m29  |                 |
| 6                 | Fredy Hernando Hernández | COL Colômbia       | 4h03m10 | 11m03 |                 |
| 7                 | Cláudio Santos           | BRA Brasil         | 4h14m38 | 22m31 |                 |
| 8                 | Philip Dunn              | USA Estados Unidos | 4h15m47 | 23m40 |                 |
| 9                 | Cristian Bascuñan        | CHI Chile          | 4h24m21 | 32m14 | >~              |
| —                 | Ricardo Reyes            | ESA El Salvador    | DNF     | —     |                 |
| —                 | Kevin Eastler            | USA Estados Unidos | DSQ     | —     | >>>             |
| —                 | Mário Santos Júnior      | BRA Brasil         | DSQ     | —     | >>>             |
| —                 | Mesias Zapata            | ECU Equador        | DSQ     | —     | ~~~             |